# 博讷伊 (卡尔瓦多斯省)
博讷伊（法語： Bonnœil，法語發音：[bɔnœj] ⓘ）是法国卡尔瓦多斯省的一个市镇，属于卡昂区。

## 地理
博讷伊（48°55'33"N, 0°21'56"W）面积7.19 平方千米，位于法国诺曼底大区卡爾瓦多斯省，该省份为法国西北部沿海省份，北濒大西洋英吉利海峡，东北与滨海塞纳省以海上边界相接，东临厄尔省，南至奧恩省，西与芒什省接壤。
与博讷伊接壤的市镇（或旧市镇、城区）包括：马尔坦维尔、桑格莱地区皮埃尔菲特、圣日耳曼朗戈、特雷普雷勒、多奈、塞尼莱苏尔斯。

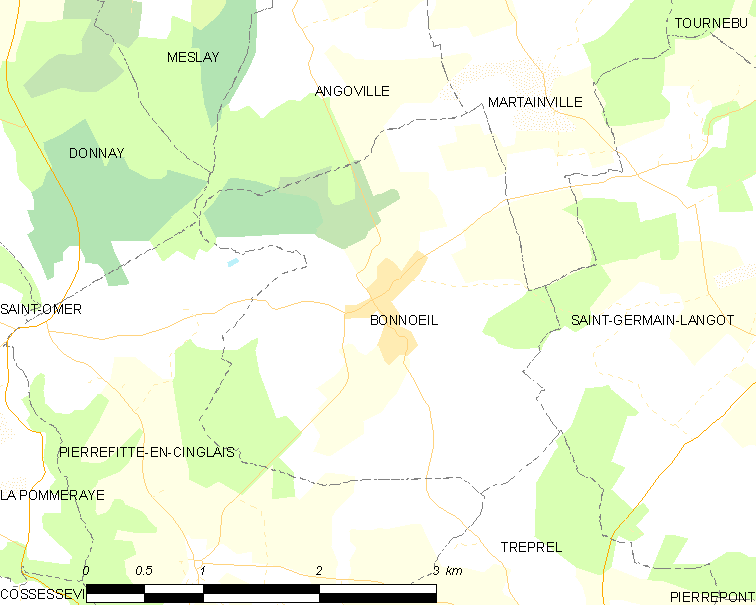
的OSM定位图

博讷伊的时区为UTC+01:00、UTC+02:00（夏令时）。

## 行政
博讷伊的邮政编码为14700，INSEE市镇编码为14087。

## 政治
博讷伊所属的省级选区为法莱斯县。

## 人口

1962-2008年间人口变化图示

博讷伊于2022年1月1日时的人口数量为123人。